# ماثيو بي. دورانت
ماثيو بي. دورانت (بالإنجليزية: Matthew B. Durrant)‏ هو محامي وقاضي أمريكي، ولد في 1964 في فورت تشافي ‏ في الولايات المتحدة.

## وصلات خارجية
- ماثيو بي. دورانت على موقع إن إن دي بي (الإنجليزية)